# イイギリ
イイギリ（飯桐、学名: Idesia polycarpa）は、ヤナギ科イイギリ属の落葉高木。山地に生える。和名の由来は、昔はこの葉で飯を包むのに使われ、また、葉がキリに似ていることから「飯桐」となったといわれる。果実がナンテンに似ており、別名ナンテンギリ（南天桐）ともいう。イイギリ属の唯一の種。

## 分布
日本（本州（青森県津軽地方以南）、四国、九州、沖縄）、朝鮮半島、中国、台湾に分布する。山地に生える。湿気のある肥沃な暖地に多く自生する。

## 形態
落葉高木で、樹高8 - 21メートル (m) 、幹径50センチメートル (cm) 程度になる。枝は下の方から輪状に出て斜めに真っ直ぐに伸び、特徴的な枝振りになる。樹皮は灰白色から淡灰褐色で滑らかであるが、皮目が多くざらざらしている。枝の落ちた跡が大きな目玉模様になって残る。一年枝は太くて無毛である。シュートは灰褐色で太い髄がある。
葉は互生、枝先に束性する。葉柄を含めた葉の長さは30 - 40 cmにもなり、長くて赤い葉柄がつくのが特徴。葉身はキリやアカメガシワにも似ている幅広い心形で、長さ8 - 20 cm、幅7 - 20 cm。アカメガシワよりもハート形に近く、丸みがある。表は暗緑色、裏は白っぽい。縁には粗い鋸歯がある。葉柄は4 - 30 cmと長くて赤く、先の方に1対の蜜腺がある（アカメガシワもこの点似ているが、蜜腺は葉身の付け根にある）。秋には黄葉し、明るい黄色に色づく。
花期は春（4 - 5月ごろ）。花は小さく黄緑色で、香気があり、ブドウの房のように垂れ下がった13 - 30 cmの円錐花序をなす。花弁はなく、萼片の数は5枚前後で一定しない。雌雄異株で雄花は直径12 - 16ミリメートル (mm) 、雌花は9 mmで子房上位。雄花には多数の雄蕊があり、雌花にも退化した雄蕊がある。
果期は秋で、黄葉のころに熟して橙色から濃い赤紫になり、たくさんの実を房状にぶらさげる。果実は液果で直径5 - 10 mm。多数の2 - 3 mmの褐色の種子を含む。赤く熟した果実は落葉後も長く残り、遠目にも良く目立つ。冬に落ちた果実は黒くなって残る。冬枯れの中、枝にたくさん実った果実は野鳥の食料となる。
冬芽は鱗芽で、枝先の頂芽は半球形で三角形の芽鱗に包まれており、ややつやがあって粘る。側芽は頂芽よりも小さく、枝に互生する。葉痕は大きな円形で、維管束痕が3個つく。

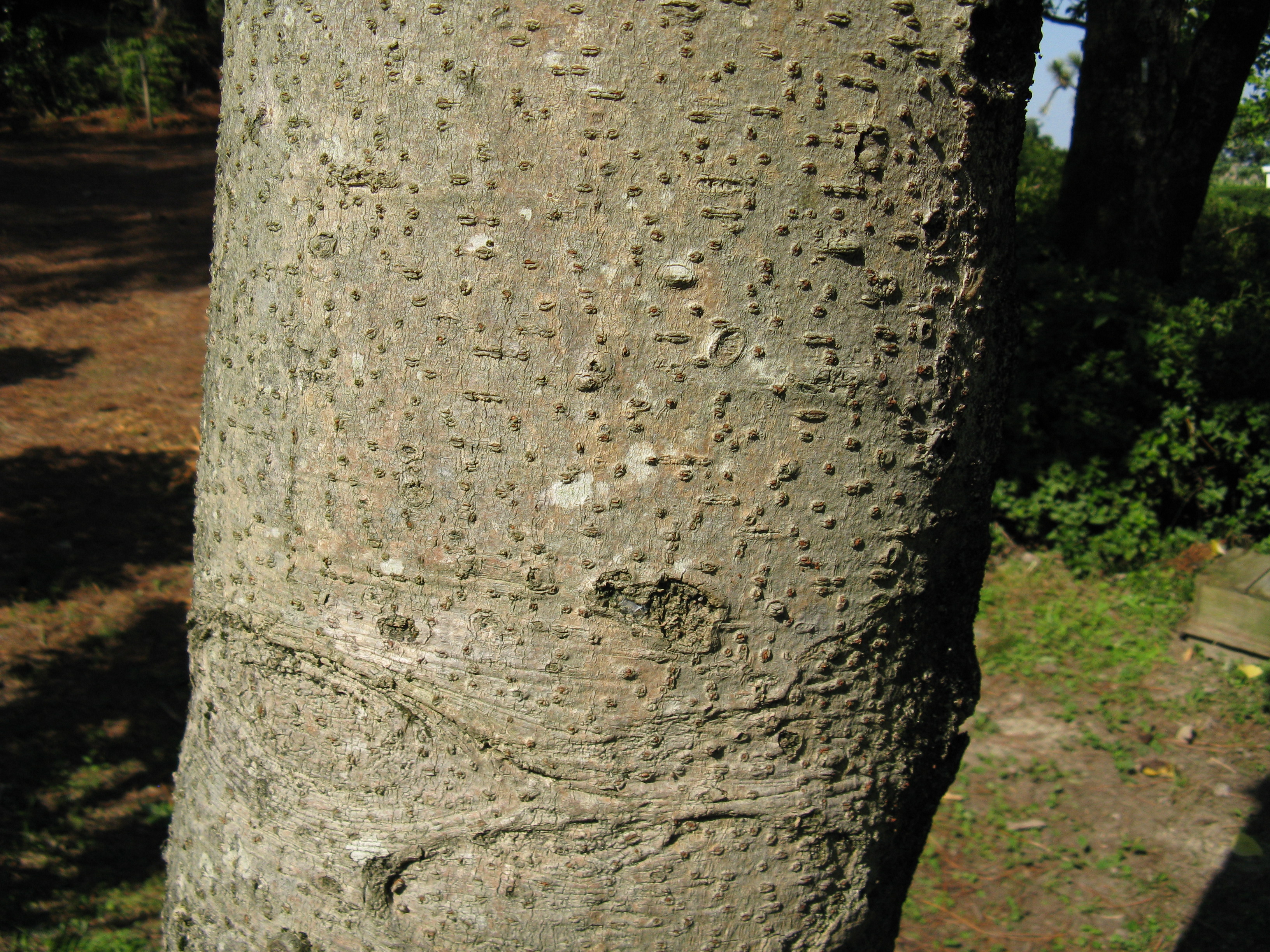
幹
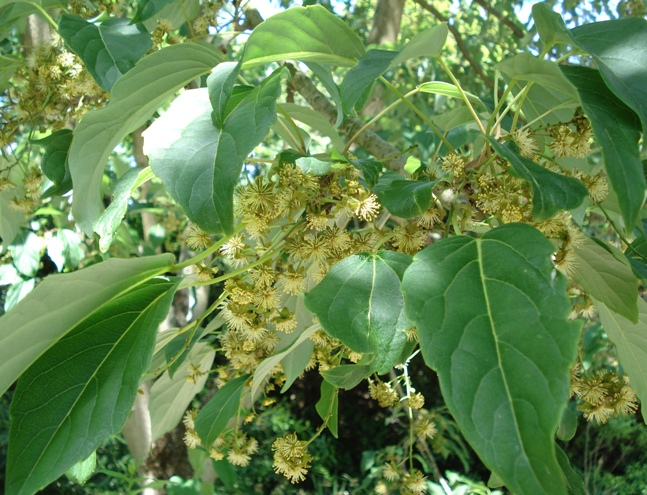
葉と花
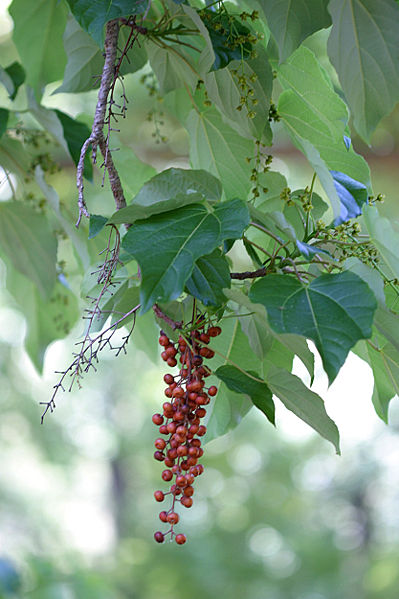
果実

## 利用
公園樹や街路樹として利用される。
果実は生食可で、加工して食べられることもある。
秋から冬に熟す多数の赤い果実が美しいので、観賞用樹木として、ヨーロッパ等を含む他の温帯域でも栽培される。また生け花や装飾などの花材としても使われる。白実の品種もある。